# Institut historique juif

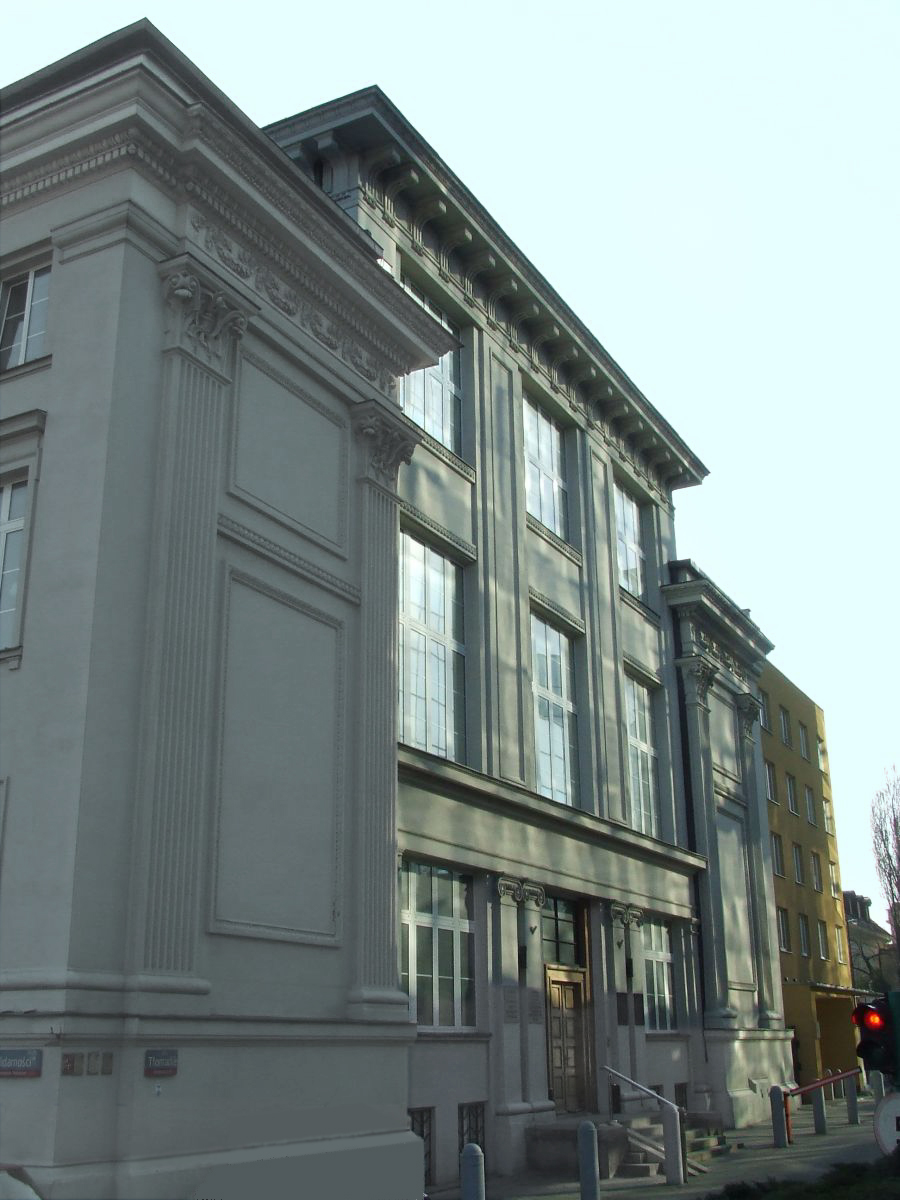
Siège

L’Institut historique juif (polonais : Żydowski Instytut Historyczny or ŻIH) est un institut de recherche polonais dont le siège est à Varsovie et dont la vocation depuis sa création en 1947, est l’étude de l’Histoire et de la culture des Juifs de Pologne. Actuellement, l'Institut comporte un musée, un département des archives, un département de la recherche, une bibliothèque, un centre de documentation et une librairie. L’édifice de l’Institut abritait avant la guerre de 1939/1945  la Bibliothèque Judaïque Centrale près de la Grande Synagogue et l’Institut d’études judaïques, le premier centre de recherche et d'enseignement religieux et laïc, historique et social.
Depuis 2009, l’Institut a pris le nom d’Emmanuel Ringelblum.

## Histoire
Lors de l’entrée des Soviétiques dans les premiers territoires de Pologne orientale à l’été 1944, des comités historiques juifs se constituent dans les principales villes de Pologne à l’initiative de : Michał Borwicz, Filip Friedman, Shmerke Kaczerginski, Noe Grüss et Józef Kermisz. Les comités historiques locaux sont centralisés en une Commission centrale d'histoire juive, le 28 décembre 1944, qui siégea bientôt à Lublin et dont le double but est de rassembler des matériaux en vue des procès des criminels nazis et de faire connaître au monde la tragédie du peuple juif. Ce travail de collecte des sources historiques est dévolu à la seule communauté juive.
En 1947, la Commission centrale d'histoire juive est remplacée par l’Institut historique juif, avec une mission de recherches sur l'histoire juive en Pologne et de préservation des documents historiques et des objets cultuels. Les « Archives Ringelblum » par exemple y sont entreposées, depuis leur découverte en 1946 et en 1950.
De 1949 à 1966, l'Institut est dirigé par Bernard Mark. À cette époque, l'Institut publie plusieurs documents sous une forme falsifiée. C'est le cas, par exemple, de la Chronique du ghetto de Varsovie d'Emanuel Ringelblum (1952), qui fut publiée initialement dans deux organes de l'Institut : les Bleter far geshikhte (yiddich) et le Biuletyn Żydowskiego Instytutu Historycznego (polonais), et dont les traductions en diverses langues furent faites d'après ces textes falsifiés. En 1962, l'historien Michel Borwicz dénonça ces falsifications.
L'Institut prend place[Quand ?] dans la Bibliothèque juive, située historiquement au 3 de la rue Tłomackie, à côté de la Grande Synagogue où se trouvait depuis 1928 l’l’Institut d’études judaïques, ancêtre de l’Institut historique juif fondé par les premiers historiens du judaïsme, Moïse Schorr et Meir Balaban. De 1940 à 1942, la bibliothèque, dont un passage communiquait directement avec la synagogue, se trouvait à l’intérieur de l’enceinte du ghetto et fut un foyer de la vie culturelle juive : les membres d’Oyneg Shabbos autour d’Emmanuel Ringelblum s’y retrouvaient secrètement, comme l’Aleynhilf qui organisait l’aide alimentaire pour le ghetto. À partir de 1942, un nouveau découpage des limites du ghetto plaça le bâtiment en dehors de celui-ci ; lors de l’insurrection des combattants juifs en avril 1943, la synagogue fut détruite et la bibliothèque partiellement brûlée. Cette dernière sera rénovée grâce au American Jewish Joint Distribution Committee (JOINT) et pourra accueillir le nouvel Institut qui s’y trouve encore aujourd’hui.
L’Institut se dote dès l’année suivante de plusieurs publications en yiddish, Bleter far Geshikhte (Feuillets pour l’Histoire), un mensuel yiddish, Yidishe Shriftn (Les cahiers juifs) et d’une maison d’édition Yidish Bukh (Le Livre juif), tous deux créés en 1947.
Le premier directeur de l’Institut historique juif est Natan Blumental, qui avait succédé à Filip Friedman à la tête de la Commission, celui-ci étant parti en Allemagne, puis aux États-Unis, où il deviendra l’un des premiers historiens de la Shoah au côté de Salo Baron. D’autres membres des Commissions s’installent en Israël et participent à la fondation de Yad Vashem : Rachel Auerbach, l’une des seules survivantes d’Oneg Shabbos, et Józef Kermisz qui en deviendra le premier directeur.
Ainsi, la précaire Commission historique a été la matrice des plus importantes institutions de témoignage sur la Shoah.
Entre 1949 et 1950, les organisations juives sont supprimées par le régime communiste et l'Institut en pâtit aussi. À partir des années 1970, l’émergence d’un mouvement illégal d’opposition démocratique marque un timide regain d’intérêt pour l’histoire judéo-polonaise, qui s’affermit avec Solidarność. C’est véritablement, après la chute du régime – et plus particulièrement de 1993 à 1997 –, le cinquantenaire de la libération du ghetto de Varsovie puis de la création de l’Institut qui vont permettre la reprise de son activité. En 2000, ses locaux sont restaurés. Depuis 2009, l’Institut a pris le nom d’Emmanuel Ringelblum.
L'Association de l'Institut historique juif est la société responsable de l'immeuble et des possessions de l'Institut. L'Institut relève de la compétence du Ministère de la Culture et du Patrimoine national. L'institut est un dépôt de documents concernant la présence juive historique en Pologne. C'est aussi un centre de recherches universitaires, d'études et de dissémination de la connaissance sur l'histoire et la culture de la communauté juive de Pologne.
Depuis 2011, Paweł Śpiewak, professeur de sociologie à l'Université de Varsovie et ancien député, est directeur de l'Institut historique juif.

## Collections
Depuis ses débuts, l’Institut comprend des archives, une bibliothèque et un musée. Le musée contient des objets rituels et des œuvres d’artistes juifs. Il montre deux expositions permanentes, l’une sur l’art juif, qui contient notamment une collection unique de textiles faits par des Juifs grecs qui furent exterminés à Auschwitz et dont les œuvres furent cachées dans les caves d’un palais en Silésie puis découvertes après la guerre, et l’autre sur le ghetto de Varsovie.
La bibliothèque contient 70 000 volumes, moitié en yiddish et moitié en hébreu, dont une partie provient de ce qui fut sauvé de l’ancienne bibliothèque et le reste de nombreuses bibliothèques juives dont celle du séminaire théologique de Wroclaw. Ces deux parties sont ouvertes au public.
Le fonds d’archives, dévolu aux chercheurs, est essentiellement constitué par les archives Ringelblum qui sont inscrites au patrimoine de l’UNESCO. Ces archives sont désignées comme le « trésor » de l’Institut et intimement liées à son histoire. Elles contiennent environ 6 000 documents (environ 30 000 pièces de papier). D’une richesse inestimable, elles sont loin d’avoir été rendues entièrement accessibles au grand public et un vaste chantier de publication est en cours qui constitue peut-être aujourd’hui, après une phase de purgatoire sous l’ère communiste, sa mission la plus importante. Cinq volumes ont déjà été publiés à ce jour (dont deux ont été traduits en français) et l’ensemble devrait atteindre au total environ vingt-cinq volumes.
Les archives contiennent aussi des matériaux sur la Pologne juive d’avant-guerre, sur la communauté juive et les organisations religieuses de Cracovie depuis le début du XIXe siècle. Concernant la période de la guerre, outre les archives Ringelblum, elle possède des matériaux sur le ghetto de Cracovie, le camp de travail situé à Czestochowa, le camp de Lublin (des documents en provenance des Judenräte). Sur l’après-guerre, elle contient de nombreux témoignages de survivants provenant du travail de la Commission historique juive, des matériaux sur le JOINT et sur l’organisation israélienne d’aide à l’immigration (HIAS).
La section de documentation sur les sites historiques juifs comporte environ 40 000 photographies concernant la vie et la culture juives en Pologne.

## Publications
Une des missions de l'Institut est de promouvoir la culture juive. L'Institut soutient des projets ayant cette finalité, par exemple ceux d'Ola Bilińska.